# Пахучка звичайна
Пахучка звичайна (Clinopódium vulgáre) — рослина роду пахучка (Clinopodium) родини глухокропивових (Lamiaceae).
Росте в Європі, Азії та США. Багаторічна запушена трав'яниста рослина. Заввишки від 30 до 60 см, з прямими чотиригранними стеблами.